# Збірна Іспанії з баскетболу
Збірна Іспанії з баскетболу — національна баскетбольна команда Іспанії, якою керує Федерація баскетболу Іспанії. Члени ФІБА з 1934 року.
Переможці чемпіонату світу з баскетболу 2006, 2019, чемпіонату Європи з баскетболу 2009, 2011, 2015, 2022, срібні призери Олімпійських ігор 1984, 2008, 2012.

## Історія

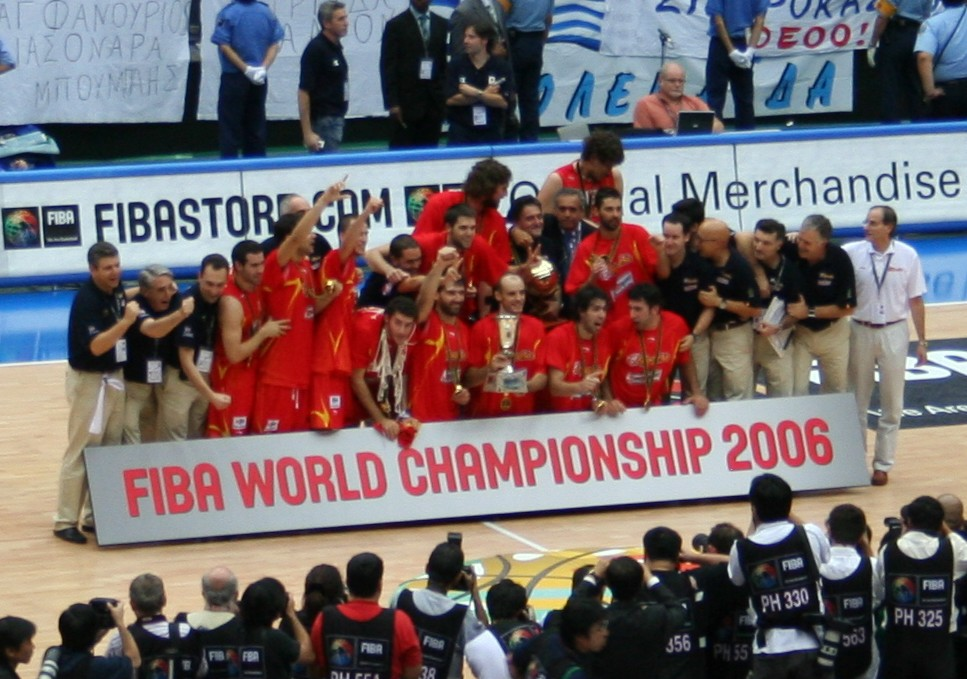
Святкування перемоги на чемпіонаті світу 2006 року в Токіо

Впродовж 1960–1990 років збірна Іспанії в Європі перебувала в тіні югославських (пізніше — сербських і хорватських), радянських (пізніше — російських) і грецьких баскетболістів. На чемпіонатах Європи в 1959–1997 роках іспанці зуміли лише тричі потрапити в призери (срібло 1973 і 1983 років, а також бронза 1991 року).
Успіхи збірної Іспанії почалися на зламі 20 і 21 століття. У збірній з'явилися молоді гравці, зокрема Хорхе Гарбахоса, По Газоль, Хуан Карлос Наварро, Хосе Кальдерон та інші. У 1999, 2001 і 2003 роках іспанці тричі поспіль ставали призерами чемпіонату Європи. У 2006 році в Японії іспанці вперше в своїй історії вийшли у фінал чемпіонату світу, в наполегливому півфіналі перегравши аргентинців з рахунком 75:74. У фіналі іспанці впевнено розгромили греків 70:47, По Газоль був визнаний найціннішим гравцем турніру. У 2008 році іспанці виграли срібло на Олімпіаді в Пекіні (поразка у фіналі від збірної США 107:118), а через 4 роки на Іграх у Лондоні знову стали другими після американців. У 2009 і 2011 роках збірна Іспанії вигравала чемпіонат Європи (у символічні збірні цих турнірів потрапляли По Газоль, Хуан Карлос Наварро і Руді Фернандес.
Багато гравців збірної Іспанії в 2000–2010 роках стали помітними фігурами в клубах НБА — По Газоль (дворазовий чемпіон НБА у складі «Лейкерс»), Марк Газоль, Хосе Кальдерон, Серж Ібака, Рікі Рубіо та інші. Рекордсмен збірної за кількістю матчів — Хуан Антоніо Сан Епіфаніо (239 ігор).

## Досягнення
FIBA Чемпіонат світу:
- Золоті медалі (2): 2006, 2019

FIBA Євробаскет:
- Золоті медалі (4): 2009, 2011, 2015, 2022
- Срібні медалі (6): 1935, 1973, 1983, 1999, 2003, 2007
- Бронзові медалі (4): 1991, 2001, 2013, 2017

Літні Олімпійські ігри:
- Срібні медалі (3): 1984, 2008, 2012
- Бронзові медалі (1): 2016

Середземноморські ігри:
- Золоті медалі (3): 1955, 1997, 2001
- Срібні медалі (4): 1951, 1959, 1963, 1987
- Бронзові медалі (1): 2005

## Історія виступів
| Літні Олімпійські ігри | Літні Олімпійські ігри | Літні Олімпійські ігри | Літні Олімпійські ігри | Літні Олімпійські ігри |                    |
| Рік                    | Позиція                | І                      | В                      | П                      |                    |
| ---------------------- | ---------------------- | ---------------------- | ---------------------- | ---------------------- | ------------------ |
| Третій Рейх 1936       | не потрапили           | не потрапили           | не потрапили           | не потрапили           | не потрапили       |
| 1948                   | не кваліфікувалися     | не кваліфікувалися     | не кваліфікувалися     | не кваліфікувалися     | не кваліфікувалися |
| 1952                   | не кваліфікувалися     | не кваліфікувалися     | не кваліфікувалися     | не кваліфікувалися     | не кваліфікувалися |
| 1956                   | не кваліфікувалися     | не кваліфікувалися     | не кваліфікувалися     | не кваліфікувалися     | не кваліфікувалися |
| 1960                   | 11 місце               | 7                      | 2                      | 5                      |                    |
| 1964                   | не кваліфікувалися     | не кваліфікувалися     | не кваліфікувалися     | не кваліфікувалися     | не кваліфікувалися |
| 1968                   | 7 місце                | 9                      | 5                      | 4                      |                    |
| 1972                   | 11 місце               | 9                      | 4                      | 5                      |                    |
| 1976                   | не кваліфікувалися     | не кваліфікувалися     | не кваліфікувалися     | не кваліфікувалися     | не кваліфікувалися |
| 1980                   | 4 місце                | 8                      | 4                      | 4                      |                    |
| 1984                   | фіналісти              | 8                      | 6                      | 2                      |                    |
| 1988                   | 8 місце                | 8                      | 4                      | 4                      |                    |
| 1992                   | 9 місце                | 8                      | 4                      | 4                      |                    |
| 1996                   | не кваліфікувалися     | не кваліфікувалися     | не кваліфікувалися     | не кваліфікувалися     | не кваліфікувалися |
| 2000                   | 9 місце                | 6                      | 2                      | 4                      |                    |
| 2004                   | 7 місце                | 6                      | 5                      | 1                      |                    |
| 2008                   | фіналісти              | 8                      | 6                      | 2                      |                    |
| 2012                   | фіналісти              | 8                      | 5                      | 3                      |                    |
| 2016                   | бронзова медаль        | 8                      | 5                      | 3                      |                    |
| 2020                   | 6 місце                | 4                      | 2                      | 2                      |                    |
| 2024                   | 10 місце               | 3                      | 1                      | 2                      |                    |
| Разом                  | 14/21                  | 102                    | 55                     | 47                     |                    |

| Чемпіонат світу з баскетболу | Чемпіонат світу з баскетболу | Чемпіонат світу з баскетболу | Чемпіонат світу з баскетболу | Чемпіонат світу з баскетболу |                    |
| Рік                          | Позиція                      | І                            | В                            | П                            |                    |
| ---------------------------- | ---------------------------- | ---------------------------- | ---------------------------- | ---------------------------- | ------------------ |
| 1950                         | 10 місце                     | 5                            | 1                            | 4                            |                    |
| 1954                         | не кваліфікувалися           | не кваліфікувалися           | не кваліфікувалися           | не кваліфікувалися           | не кваліфікувалися |
| 1959                         | не кваліфікувалися           | не кваліфікувалися           | не кваліфікувалися           | не кваліфікувалися           | не кваліфікувалися |
| 1963                         | не кваліфікувалися           | не кваліфікувалися           | не кваліфікувалися           | не кваліфікувалися           | не кваліфікувалися |
| 1967                         | не кваліфікувалися           | не кваліфікувалися           | не кваліфікувалися           | не кваліфікувалися           | не кваліфікувалися |
| 1970                         | не кваліфікувалися           | не кваліфікувалися           | не кваліфікувалися           | не кваліфікувалися           | не кваліфікувалися |
| 1974                         | 5 місце                      | 10                           | 4                            | 6                            |                    |
| 1978                         | не кваліфікувалися           | не кваліфікувалися           | не кваліфікувалися           | не кваліфікувалися           | не кваліфікувалися |
| 1982                         | 4 місце                      | 10                           | 7                            | 3                            |                    |
| 1986                         | 5 місце                      | 12                           | 9                            | 3                            |                    |
| 1990                         | 10 місце                     | 8                            | 5                            | 3                            |                    |
| 1994                         | 10 місце                     | 8                            | 5                            | 3                            |                    |
| 1998                         | 5 місце                      | 9                            | 7                            | 2                            |                    |
| 2002                         | 5 місце                      | 9                            | 7                            | 2                            |                    |
| 2006                         | чемпіони                     | 9                            | 9                            | 0                            |                    |
| 2010                         | 6 місце                      | 9                            | 5                            | 4                            |                    |
| 2014                         | 5 місце                      | 7                            | 6                            | 1                            |                    |
| 2019                         | чемпіони                     | 8                            | 8                            | 0                            |                    |
| 2023                         | 9 місце                      | 5                            | 3                            | 2                            |                    |
| Разом                        | 13/19                        | 105                          | 74                           | 31                           |                    |

| Євробаскет | Євробаскет         | Євробаскет         | Євробаскет         | Євробаскет         |
| Рік        | Позиція            | І                  | В                  | П                  |
| ---------- | ------------------ | ------------------ | ------------------ | ------------------ |
| 1935       | фіналісти          | 3                  | 2                  | 1                  |
| 1937       | не потрапили       | не потрапили       | не потрапили       | не потрапили       |
| 1939       | не кваліфікувалися | не кваліфікувалися | не кваліфікувалися | не кваліфікувалися |
| 1946       | не потрапили       | не потрапили       | не потрапили       | не потрапили       |
| 1947       | не потрапили       | не потрапили       | не потрапили       | не потрапили       |
| 1949       | не потрапили       | не потрапили       | не потрапили       | не потрапили       |
| 1951       | не потрапили       | не потрапили       | не потрапили       | не потрапили       |
| 1953       | не потрапили       | не потрапили       | не потрапили       | не потрапили       |
| 1955       | не потрапили       | не потрапили       | не потрапили       | не потрапили       |
| 1957       | не потрапили       | не потрапили       | не потрапили       | не потрапили       |
| 1959       | 15 місце           | 7                  | 3                  | 4                  |
| 1961       | 13 місце           | 7                  | 5                  | 2                  |
| 1963       | 7 місце            | 9                  | 5                  | 4                  |
| 1965       | 11 місце           | 9                  | 4                  | 5                  |
| 1967       | 6 місце            | 9                  | 3                  | 6                  |
| 1969       | 5 місце            | 7                  | 4                  | 3                  |
| 1971       | 7 місце            | 7                  | 3                  | 4                  |
| 1973       | фіналісти          | 7                  | 5                  | 2                  |
| 1975       | 4 місце            | 7                  | 4                  | 3                  |
| 1977       | 9 місце            | 7                  | 4                  | 3                  |
| 1979       | 6 місце            | 8                  | 4                  | 4                  |
| 1981       | 4 місце            | 9                  | 6                  | 3                  |
| 1983       | фіналісти          | 7                  | 5                  | 2                  |
| 1985       | 4 місце            | 8                  | 5                  | 3                  |
| 1987       | 4 місце            | 8                  | 4                  | 4                  |
| 1989       | 5 місце            | 5                  | 3                  | 2                  |
| 1991       | 3 місце            | 5                  | 3                  | 2                  |
| 1993       | 5 місце            | 9                  | 7                  | 2                  |
| 1995       | 6 місце            | 9                  | 5                  | 4                  |
| 1997       | 5 місце            | 9                  | 6                  | 3                  |
| 1999       | фіналісти          | 9                  | 5                  | 4                  |
| 2001       | 3 місце            | 7                  | 5                  | 2                  |
| 2003       | фіналісти          | 6                  | 5                  | 1                  |
| 2005       | 4 місце            | 6                  | 3                  | 3                  |
| 2007       | фіналісти          | 9                  | 7                  | 2                  |
| 2009       | чемпіони           | 9                  | 7                  | 2                  |
| 2011       | чемпіони           | 11                 | 10                 | 1                  |
| 2013       | 3 місце            | 11                 | 7                  | 4                  |
| 2015       | чемпіони           | 9                  | 7                  | 2                  |
| 2017       | 3 місце            | 9                  | 8                  | 1                  |
| 2022       | чемпіони           | 9                  | 8                  | 1                  |
| 2025       | Майбутнє змагання  | Майбутнє змагання  | Майбутнє змагання  | Майбутнє змагання  |
| Загалом    | 32/41              | 250                | 161                | 89                 |